# Società Afghana della Mezzaluna Rossa

il simbolo della Mezzaluna Rossa

La Mezzaluna Rossa afghana, ufficialmente Afghan Red Crescent Society ("Società afghana della Mezzaluna Rossa", in inglese) è la società nazionale di Croce Rossa e Mezzaluna Rossa dell'Afghanistan, stato dell'Asia centrale.

## Storia
La Mezzaluna Rossa afghana è stata fondata il 9 aprile del 1934 e la costituzione è stata approvata nell'ottobre del 1954.  Fu riconosciuta ufficialmente dal Regno dell'Afghanistan come "associazione volontaria ausiliaria dei pubblici poteri" con il decreto numero 36935926 del 12 dicembre 1956.